# Lonchophylla inexpectata
Lonchophylla inexpectata är en fladdermus i familjen bladnäsor som förekommer i östra Brasilien.
Arten har i princip samma utseende som Lonchophylla mordax. Pälsen på ovansidan är brun och undersidan är täckt av ljusbrun till vitaktig päls. Det som skiljer arterna från varandra är utformningen av knölarna på kindtänderna. På framsidan av de övre hörntänderna finns hos Lonchophylla inexpectata ingen ränna. Individen som undersöktes vid artens beskrivning (holotyp) hade 34,6 mm långa underarmar och en vikt av 8,2 g.
Denna fladdermus lever i biomen Caatinga som liknar en torr savann med buskar.